# همر
همر (بالإنجليزية: Hummer)‏ هي شركة صناعة سيارات، تتبع لمجموعة جنرال موتورز وتنتج السيارات ذات الدفع الرباعي. تأسست في 1992. يقع مقرها في ديترويت، ميشيغان، الولايات المتحدة.

## المقدمة
هامر هي علامة تجارية للشاحنات وسيارات الدفع الرباعي، تم تسويقها لأول مرة في عام 1992عندما بدأت إي أم جنرال في بيع نسخة مدنية من إم M99 هامفي. في عام 1998، اشترت شركة جنرال موتورز اسم العلامة التجارية من أي أم جنرال وقامت بتسويق ثلاث سيارات: هامر إتش ون الأصلية (بناءً على طراز هامفي العسكري) بالإضافة إلى طرازي إتش 2 وإتش 3 الجديدتين اللتين كانتا مبنية على جنرال موتورز الأصغر في السوق المدنية المنصات.
بحلول عام 2008، تم التشكيك في جدوى هامر في الانكماش الاقتصادي، وتم وضعها قيد المراجعة من قبل إدارة جنرال موتورز. بدلاً من نقلها إلى شركة موتورز للتصفية كجزء من إفلاس جنرال موتورز في عام 2009، احتفظت جنرال موتورز بالعلامة التجارية من أجل التحقيق في بيعها.
في عام 2009، أعلنت الشركة المصنعة الصينية سيشوان تنغزونغ للصناعات الآلية الثقيلة، أنها ستستحوذ على همر، وكانت بانتظار الموافقة الحكومية، لكنها سحبت عرضها لاحقاً. في 24 فبراير 2010، أفادت وكالة رويترز أن وزارة التجارة الصينية منعت الصفقة، على الرغم من أن المتحدث باسم الوزارة نفى رفض الطلب، الذي كان معطلاً لمدة ثمانية أشهر. في نهاية فبراير، أعلنت جنرال موتورز أنها ستبدأ في تفكيك ماركة هامر التجارية.
على الرغم من أن شركة صناعة السيارات أعلنت بعد يومين أنها قد اقتربت من العروض الجديدة، بحلول أبريل 2010، أصبح أي عملية بيع صعبة، حيث أُستنفد المخزون وبدأ وكلاء هامر في الإغلاق. بعد ملء طلب استئجار سيارة، خرجت هامر إتش 3 الأخيرة من الخط في شريفبورت في 24 مايو 2010.
خسرت الشركة المصنعة لطرازات هامر إتش ون وهامر إتش 2 وأي أم جنرال موتورز، محاولتها لبناء بديل همر-هامفي للجيش الأمريكي في عام 2015، لشركة أوشكوش. في 30 يناير 2020، أصدرت جنرال موتورز سلسلة من مقاطع الفيديو التشويقية القصيرة التي تكشف عن عودة هامر. تشاهد المواضع القصيرة إعلان سوبر بول مدته 30 ثانية يضم نجم الدوري الاميركي للمحترفين ليبرون جيمس. تؤكد المضايقات عودة لوحة الاسم - هذه المرة ليس كعلامة تجارية منفصلة، ولكن كنموذجين، شاحنة بيك آب كهربائية وسيارة دفع رباعي، وتم بيعهما تحت علامة جي أم سي التجارية باسم جي أم سي هامر إيف. وفقاً للإعلانات التشويقية، تتميز السيارة الكهربائية الإنتاجية بـ 1000 حصان، وتصل إلى 60 ميلاً في الساعة في 3 ثوانٍ، ومن المقرر إطلاقها في خريف 2021. بينما كان من المقرر الكشف عن هامر إيف الجديدة في 20 مايو 2020، هناك مخاوف بشأن (فايروس كوفيد 19) أجبر الوباء على تأجيل الكشف إلى 20 أكتوبر 2020. وستتوفرأنواع متعددة خلال السنوات القليلة المقبلة.

## تاريخ

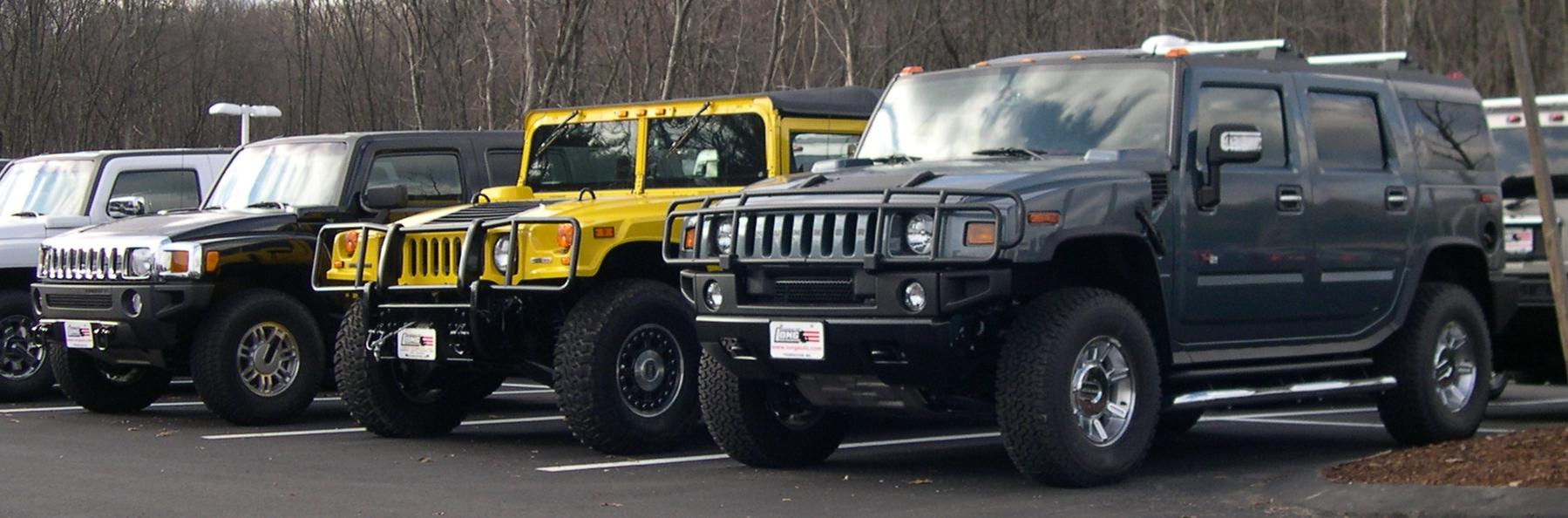
موديلات همر إتش 3 ،H1، وهمر إتش 2

كانت سيارة هامفي في السابق تابعةً لشركة ايه ام جنرال، وهي فرعا للحكومة والجيش. وفي عام 1979 شاركت همر بالمنافسة على تطوير مركبة للجيش ذات مقاييس خاصة، كانت مواصفات الجيش صارمةً جدًّا. قررت ايه ام جنرال السير في بيع السيارات للمدنيين في نهايات سنوات 1980،
في 1990 تم سياقة سياراتين من الهمر في وسط الإتحاد السوفياتي، السيارتين لم تظهرا أي مشاكل، لأنه تم تصميمهما لسير في أراض خارج الطرقات. الأنجاز تسبب في انتشار الهمر في الولايات المتحدة، ولكن ليس كالنمو الهائل الذي عرفته بعد سنة، بمشاركتها في حرب عاصفة الصحراء.
في سنة 1995 بدأت تباع النسخة (M998) من هامفي تحت علامة همر، في 1998 باعت شركة ايه ام جنرال اسم السيارة إلى جنرال موتورز رغم استمرارها في تصنيع السيارت العسكرية. جنرال موتورز تحولت إلى موزع وبائع جميع نسخ الهمر المدنية المصنوعة من قبل شركة ايه ام جنرال.
في السنوات التالية صممت جنرال موتورز نسخ اصغر حجماً، ال همر إتش 2 وال همر إتش 3 وتم تسميت النسخة الأصلية ب إتش 1.
وفي الثالث من يونيو 2009 تمت محاولة جديدة لبيع اسم «همر» لكن هذه المرة إلى شركة صينية بعد افلاس الشركة الأم جنرال موتورز
ولكن الحكومة الصينية لم توافق على الصفقة، وبذالك تم اتخاذ القرار يوم 24 ايار 2010 بغلق شركة همر إلى الأبد.
السيارة هامفي صنعت خصيصا للجيش وتعتبر أم سيارة همر وهي فرع من شركة السيارات العالمية GMC لكنها رغم قوتها فتعد أكبر سيارة مستهلكة للبنزين وتتمتع بقوة فعلية كبيرة في المحرك كما أنها تتضمن جميع شروط السلامة الحديثة خصوصا همر إتش 1 العسكري من أهمها أنها مضادة للرصاص وتواجد 4أكياس هوائية.

## التاريخ

### الأصل
كانت شركة أي أم جنرال قد خططت لبيع نسخة مدنية من طراز همفي منذ أواخر الثمانينيات. مع نفس الهيكل ومعظم المكونات الميكانيكية، تم الانتهاء من هامر المدنية بطلاء لامع للسيارات، وإضافة تحسينات لسيارة الركاب مثل تكييف الهواء، وعزل الصوت، والمفروشات المتطورة، وأنظمة الاستريو، وزخرفة الخشب، وحزم الراحة. بدأ النموذج المدني جزئياً بسبب إصرار أرنولد شوارزنيجر، الذي رأى قافلة للجيش أثناء تصوير فيلم "كندر جارتون كَب" في ولاية أوريغون، وبدأ في شن حملة وممارسة الضغط من أجل إصدار نسخة مدنية متاحة في السوق.
في عام 1992، بدأت شركة أي أم جنرال في بيع نسخة مدنية من سيارة إم 998 همفي للجمهور تحت الاسم التجاري «هامر». تم شراء أول اثنين من طراز هامر إتش ون تم بيعهما بواسطة شوارزنيجر.

### شراء جنرال موتورز
في ديسمبر 1999، باعت أي أم جنرال اسم العلامة التجارية لشركة جنرال موتورز، لكنها واصلت تصنيع السيارات. كانت جنرال موتورز مسؤولة عن تسويق وتوزيع جميع سيارات هامر المدنية التي تنتجها شركة أي أم جنرال.  بعد ذلك بوقت قصير، قدمت جنرال موتورز اثنين من موديلات التصميم الخاصة بها، وهما إتش 2 وإتش 3، وأعادت تسمية السيارة الأصلية إلى إتش ون. استمرت شركة أي أم جنرال في بناء إتش ون حتى توقفت في عام 2006، وتعاقدت مع جي إم لإنتاج إتش 2. تم بناء إتش 3 في شريفيبورت لوس أنجلوس، جنباً إلى جنب مع شاحنات شيفروليه كولورادو وجي إم سي كانيون، والتي شاركت معها منصة جي أم تي-355 (تم تعديلها وتعيينها لاحقاً إلى جي أم تي-345). تميزت كونسيت«وكلاء هامر بنصف سقف» كبير الحجم على طراز كونسيت، والتي مستوحى من الأصول العسكرية لعلامة هامر التجارية.
بحلول عام 2006، بدأ تصدير همر وبيعه من خلال مستوردين وموزعين في 33 دولة. في 10 أكتوبر 2006، بدأت جنرال موتورز في إنتاج هامر إتش 3 في مصنعها في بورت إليزابيث في جنوب إفريقيا للأسواق الدولية. كانت سيارات هامر التي صُنعت هناك في البداية عبارة عن محرك يسار فقط، ولكن تمت إضافة إصدارات محرك اليد اليمنى وتصديرها إلى أستراليا والأسواق الأخرى.
تم تجميع إتش 2 أيضاً في كالينينغراد، روسيا، بواسطة أفاتور، بدءاً من عام 2006 وانتهى في عام 2009. أنتج المصنع بضع مئات من المركبات سنوياً، وكان إنتاجه مقتصراً على الاستهلاك المحلي مع خمسة تجار في روسيا. في 3 يونيو 2008، قبل يوم واحد من الاجتماع السنوي للمساهمين في جنرال موتورز، قال ريك واجنر (الرئيس التنفيذي لشركة جنرال موتورز) في ذلك الوقت، إن العلامة التجارية قيد المراجعة، ولديها إمكانية إما بيعها، أو إعادة تصميم خط الإنتاج بالكامل، أو إيقاف العمل به. كان هذا بسبب انخفاض الطلب على سيارات الدفع الرباعي الكبيرة نتيجة لارتفاع أسعار النفط. بعد الإعلان مباشرةً، أعرب زوجان من شركات صناعة السيارات الهندية، بما في ذلك ماهيندرا & ماهيندرا، عن اهتمامهما بشراء هامر بالكامل أو جزئياً.
في أبريل 2009، صرح رئيس جنرال موتورز فريتز هندرسون أن العديد من الأطراف المهتمة بالشراء قد تواصلت مع جنرال موتورز فيما يتعلق بأعمال هامر.

### فشل البيع
في 1 يونيو 2009، كجزء من إعلان إفلاس جنرال موتورز، كشفت الشركة أن علامة هامر التجارية سيتم إيقافها. ومع ذلك، أعلنت جنرال موتورز في اليوم التالي أنها توصلت بدلاً من ذلك إلى صفقة لبيع العلامة التجارية إلى مشتر لم يكشف عنه. بعدها أعلنت جنرال موتورز في نفس اليوم أن البيع كان لشركة صينية لم يتم الكشف عنها، حددت سي إن إن ونيويورك تايمز مشتر وحدة شاحنات هامر على أنه شركة سيشوان تنغزونغ للصناعات الآلية الثقيلة المحدودة في الصين في وقت لاحق من ذلك اليوم، أعلنت سيشوان تنغزونغ للصناعات الآلية الثقيلة نفسها عن الصفقة على موقع الويب الخاص بها.
في 6 يناير 2010، قال الرئيس التنفيذي لشركة جنرال موتورز إدوارت ويتاكري إنه يأمل في إتمام الصفقة مع سيشوان تنغزونغ للصناعات الآلية الثقيلة بحلول نهاية ذلك الشهر. في 1 فبراير 2010، أُعلن أن سيشوان تنغزونغ للصناعات الآلية الثقيلة وجنرال موتورز قد اتفقتا على تمديد الموعد النهائي حتى نهاية فبراير حيث حاولت سيشوان تنغزونغ للصناعات الآلية الثقيلة الحصول على موافقة الحكومة الصينية. كما تم الكشف عن أن سعر علامة هامر التجارية كان 150 مليون دولار.
في وقت لاحق، في 24 فبراير 2010، أعلنت جنرال موتورز أن صفقة سيشوان تنغزونغ للصناعات الآلية الثقيلة قد انهارت وسيتم إغلاق علامة هامر التجارية قريباً. كانت هناك تقارير تفيد بأن سيشوان تنغزونغ للصناعات الآلية الثقيلة قد تتابع شراء علامة هامر التجارية من جي إم، من خلال شرائها بشكل خاص من خلال الصندوق الإستثماري J&A-SPC الجديد للشركة (وهو صندوق استثمار في الأسهم الخاصة مملوك من قبل كيان خارجي كان يجند مستثمرين من القطاع الخاص للشراء في خطة الاستحواذ الخاصة به).
طرحت الأسواق المالية مشاكل للمقترضين الراسخين وحتى بالنسبة لشركة سيشوان تنغزونغ للصناعات الآلية الثقيلة وهي شركة غير معروفة من غرب الصين، في نفس الوقت الذي استمرت فيه القيمة المحتملة لعلامة هامر التجارية في الانخفاض نظراً لإرتفاع أسعار الوقود وضعف طلب المستهلك. أعلنت الشركة أنها مستعدة للنظر في عروض لجميع الأصول أو جزء منها. أعربت شركة ريزر للتقنيات الأمريكية مع العديد من الشركات الأخرى عن اهتمامها بشراء الشركة. ومع ذلك، في 7 أبريل 2010، فشلت هذه المحاولة أيضاً، وقالت جنرال موتورز رسمياً إنها ستغلق علامة هامر سي يو في التجارية وتقدم خصومات كبيرة في محاولة لنقل الـ 2200 مركبة المتبقية.

### إحياء
المقال الرئيسي: جي أم سي هامر إيف
في منتصف عام 2019، بدأت الشائعات في الانتشار بأن جنرال موتورز كانت تفكر في إحياء لوحة هامر في عام 2021، حيث وصل سوق المركبات على الطرق الوعرة إلى مستويات تاريخية من المبيعات. سُئل رئيس جنرال موتورز مارك روس عن العودة المحتملة في صيف عام 2019، فقال: «أنا أحب هامر، لا أعرف، نحن ننظر إلى كل شيء». بدأت المصداقية في التقارير السابقة تتعزز بعد إختتام إضراب جنرال موتورز 2019، حيث أدت مفاوضات العقد إلى التزام جنرال موتورز بإنقاذ منشأة ديترويت-هامترامك من الإغلاق من خلال الاستثمار فيها وإعادة تجهيزها لبناء شاحنات كهربائية وسيارات دفع رباعي مستقبلية؛ كان من المقرر أن تُبنى المنتجات على منصة الشاحنة الكهربائية القادمة "BT1" من جنرال موتورز. أدرجت وثائق جنرال موتورز الخاصة ثلاث علامات تجارية على أنها تتلقى منتجات من هندسة BT1: كاديلاك (من المفترض أنها كاديلاك إسكاليد كهربائية) شيفروليه (من المحتمل أن تكون تحت اسم سيلفرادو) وثالث علامة تجارية غير معروفة يشار إليها باسم «أم براند».
زعم المطلعون على الصناعة أن لديهم مصادر تقول إن «العلامة التجارية أم» كانت بالفعل هامر، حيث أن إحياء العلامة التجارية سيكون له معنى تجاري كبير، مع التعرف على الاسم الراسخ مما يلغي الحاجة إلى تكاليف تسويق واسعة النطاق. عُرف إحياء هامر على منصة BT1 داخلياً باسم «المشروع O»، ومن المحتمل أن يكون اسمه على اسم كبير مهندسي كامارو السابق الابنهيسر (الرجل المسؤول عن عودة كامارو في عام 2010) الذي انتقل بفضول وفجأة من تطوير كامارو إلى الإشراف؛ كما زعمت مصادر برنامج إيف أنه مشروع إحياء هامر. وأكد أوبنهايسر ذلك بنفسه فيما بعد. بحلول تشرين الثاني (نوفمبر) 2019، أخبر خبراء التنبؤ بصناعة السيارات البارزين، مثل توقعات الحلول التلقائية وسيارات إل إم سي للمنافذ الإخبارية أنه تم تأكيد عودة هامر بطرازين كهربائيين، وشاحنة وسيارة دفع رباعي، في وقت ما في عام 2021. وامتنعت جنرال موتورز عن التعليق على الأمر. في 21 نوفمبر 2019، أكدت ماري بارا، الرئيس التنفيذي لشركة جنرال موتورز، في بيان صحفي أن جنرال موتورز ستطلق بالفعل شاحنة بيك آب كهربائية في خريف عام 2021، ولكن الغريب أنها لم تذكر اسم العلامة التجارية التي سيتم بناؤها تحتها.
لن يكون خط  هامر الجديد علامة تجارية قائمة بذاتها، كما كان قبل إعلان جنرال موتورز لإفلاسها، ولكن بدلاً من ذلك سيكون نموذجاً ضمن علامة جي أم سي التجارية. سيسمح هذا لشركة جنرال موتورز بتجاوز تكلفة تشييد البنية التحتية لوكيل هامر، كل ذلك مع الاستفادة من صورة علامة جي إم سي القوية.
في 30 يناير 2020، أصدرت جنرال موتورز سلسلة من مقاطع الفيديو التشويقية القصيرة، وكشفت أخيراً عن العودة الرسمية لهامر. تشاهد المواضع القصيرة إعلان سوبر بول مدته 30 ثانية يضم نجم الدوري الاميركي للمحترفين ليبرون جيمس. تؤكد المضايقات على عودة اللوحة كسيارة SUV كهربائية وعلامة تجارية فرعية للشاحنة ليتم بيعها تحت علامة جي أم سي التجارية.
وفقاً للإعلانات التشويقية، ستتميز السيارة الكهربائية بإنتاج 1000 حصان، وتصل إلى 60 ميلاً في الساعة في 3 ثوانٍ، وسيتم الكشف عنها في 20 مايو 2020 (تم تأجيل التاريخ لاحقاً إلى 20 أكتوبر 2020). سيواجه جي أم سي هامر إيف، كما سيُعرف، وجهاً لوجه ضد المنافسين القادمين الذين يعملون بالبطارية مثل تيسلا سايبر ترك و ريفيان آر تي 1 و بولينغر بي 1. ستتبع سيارة الدفع الرباعي الكهربائية في عام 2022، حيث يطلق على الشاحنة البيك أب اسم "هامر إيف سي يو تي، وسيُطلق على سي يو في (SUV) اسم " هامر إيف سي يو في".
تم الكشف رسمياً عن سيارة جي أم سي هامر إيف في 20 أكتوبر 2020.

## نماذج

### هامر إتش ونH1
المقال الرئيسي: هامر إتش ون
كانت السيارة الأولى في مجموعة هامر هي هامر إتش ون، بناءً على طراز هامفي. تم طرح هذه السيارة في الأصل عام 1992، وقد تم تصميمها من قِبل شركة أي أم جنرال التابعة لشركة امريكان موتورز التابعة للجيش الأمريكي. قبل خمس سنوات، تم شراء أي أم سي بواسطة كرايسلر.

### همر إتش 2H2
المقال الرئيسي: هامر إتش 2
كانت هامر إتش 2 هي السيارة الثانية في مجموعة هامر. كان هناك نوعان مختلفان: إتش 2 سي يو في (SUV) وإتش 2 سي يو تي (SUT).

### هامر إتش 3H3
المقال الرئيسي: هامر إتش 3
كانت الشاحنة إتش 3 وإتش 3 تي هي الأصغر من طرازات هامر واستندت إلى سلسلة جي أم تي 355 المشتركة مع شاحنات البيك أب المدمجة شيفروليه كولورادو وجي إم سي كانيون.

## مفهوم المركبات

### هامر إتش إكس HX
تم تطوير هامر إتش إكس في عام 2008 كسيارة ذات بابين في مكشوفة للطرق الوعرة، أصغر من طرازات هامر الأخرى.

### الهجين المكون الإضافي
كانت شركة رايزر للتقنيات (من ولاية يوتا سابقاً) تستخدم تقنية مشابهة لتلك الموجودة في شيفروليه فولت. كشفت الشركة عن النموذج الأولي للمؤتمر العالمي لجمعية مهندسي السيارات لعام 2009 في ديترويت. يُزعم أن تقنية مجموعة نقل الحركة E-REV (السيارة الكهربائية الممتدة المدى) تعمل على تشغيل السيارة لمسافة تصل إلى 40 ميلاً (64 كم) على بطاريتها، ومن ثم سيبدأ محرك احتراق داخلي صغير مكون من 4 أسطوانات في توليد المزيد من الكهرباء.

## سباق
تم إنشاء فريق هامر للسباق في عام 1993. بقيادة متسابق الطرق الوعرة رود هال، تنافس فريق هامر في فئات الأسهم لكل من (سكور وبيت دي) مع ماصات صدمات السباقات المتخصصة، والإطارات، وتعديلات أخرى، إلى جانب معدات السلامة الإلزامية. حصل فريق هامر من فئة الأسهم إتش 3 التي يقودها رود هال على المركز الأول في فئته مع إتش 3 في 2005 باجا 1000. حقق فريق هامر 11 فوزاً في فئة الإنتاج في باجا 1000.
تسابق روبي غوردون بسيارة همر معدلة للغاية وذات دفع ثنائي في 2006 (لم ينهي) و2007 (المركز الثامن) و2009 (المركز الثالث) و2010 (المركز الثامن) و2011 (لم ينهي) و2012 (غير مؤهل) و2013 (المركز الرابع عشر) من رالي داكار.

## إمتداد الليموزين
أدت شعبية هامر إتش 2 لدى عامة الناس إلى طلب إصدار ليموزين ممتد. بنائاً على ذلك تم قطع هامر إتش 2 خلف الكابينة وتم تمديد الشاصيه لإنشاء قسم للركاب يتسع لـ 14 أو 16 أو حتى 22 راكباً. كان الطلب في البداية للعملاء في الولايات المتحدة ولكنه سرعان ما أصبح شائعاً في المملكة المتحدة وأستراليا. قامت صناعة تأجير الليموزين بتكييف مركبة جميع التضاريس لتصبح وسيلة اجتماعية للاحتفال بالأحداث. على الرغم من عدم إنتاجها بكميات كبيرة منذ عام 2010، إلا أن مركبات إتش 2 لا تزال مصممة ومعدلة من قبل الشركات المصنعة الخاصة في جميع أنحاء العالم.

## الإنتاج
- مصنع تجميع أي أم جنرال هامر إتش ون، ميشاواكا، إنديانا؛ تم افتتاح مصنع بمساحة 500000 قدم مربع (46000 متر مربع) في عام 1984 لبناء هامفي وبدأ إنتاج إتش ون في عام 1992. توقف الإنتاج في عام 2006، ولكن عقبها استمر الإنتاج.
- مصنع تجميع أي أم جنرال هامر إتش 2، ميشاواكا، إنديانا؛ تم افتتاح مصنع بمساحة 673000 قدم مربع (62500 متر مربع) في عام 2002. انتهى إنتاج إتش 2 عام 2009. بيع المصنع لشركة إس إف موتورز، التي تصنع السيارات الكهربائية، في عام 2017.[40]
- مصنع تجميع جنرال موتورز جنوب إفريقيا «مصنع سترواندال للتجميع» بورت إليزابيث، كاب الشرقية، جنوب إفريقيا - تم بناؤه في عام 1996، وتم توسيعه إلى 75625 متراً مربعاً (814000 قدم مربع) لبناء نماذج إتش 3. انتهى إنتاج إتش 3 عام 2009.
- عمليات جنرال موتورز شريفيبورت، في شريفبورت، لويزيانا؛ أُفتتح في 2005، لاستيعاب إنتاج إتش 3، تمت إضافة 296000 قدم مربع (27500 متر مربع) إلى المصنع الذي بنته جنرال موتورز في عام 1981. في يوليو 2009، أغلقت جنرال موتورز إنتاج هامر إتش 3، لكن كان لدى صانع السيارات طلب أسطول خاص من أفيس لتأجير السيارات.
- أفتوتور كالينينغراد، روسيا؛ نسخة مرخصة من إتش 2 إبتدء الإنتاج من عام 2006 وانتهى الإنتاج في عام 2009.

## الانتقادات
يعكس انتقاد هامر من انتقادات سيارات الدفع الرباعي بشكل عام، ولكن بدرجة أعلى؛ وانتقادات محددة ل الهامر تشمل:

### القياس
هامر (خاصة إتش ون وإتش 2) أكبر بكثير من سيارات الدفع الرباعي الأخرى، مما قد يسبب مشاكل في ركن السيارة والقيادة والتركيب في المرآب. قد يشكل حجمها الكبير أيضاً تهديداً خطيراً للمركبات الصغيرة والمشاة.

### الاقتصاد في استهلاك الوقود
حتى بالمقارنة مع سيارات الركاب الثقيلة الأخرى، فإن هامر بدون خيارات محرك الديزل لديها اقتصاد وقود ضعيف للغاية. نظراً لأن إتش 2 مبني على أكثر من 8500 رطل من إجمالي وزن المركبة، فإن الاقتصاد في استهلاك الوقود لم يتم نشره من قبل وكالة حماية البيئة الأمريكية ولا يتم احتسابه ضمن متوسط اقتصاد الوقود للشركات. على سبيل المثال، يبلغ متوسط إتش 2 في تكوين محرك واحد 14 ميلا في الغالون الولايات المتحدة (17 لتر / 100 كم؛ 17 ميلا في الغالونimp) على الطريق السريع و10 ميلا في الغالون الولايات المتحدة (24 لتر / 100 كم؛ 12 ميلا في الغالونimp) في المدينة. يبلغ وزن السيارة فارغة حوالي 6400 رطل (2900 كجم).

### الأمان
بيانات الأعطال الخاصة بسيارات هامر أقل اكتمالاً من تلك الخاصة بسيارات الدفع الرباعي الأخرى. باعتبارها شاحنة من الفئة 3، فإن هامر معفاة من العديد من لوائح السلامة الخاصة بوزارة النقل الأمريكية. يفتقر إتش ون إلى ميزات الأمان القياسية، بما في ذلك أقفال أمان الأطفال وحبال مقاعد الأطفال والوسائد الهوائية الجانبية والتحكم في الثبات. البقع العمياء الكبيرة تجعل ركن السيارة صعباً وربما خطيراً.

### السائقين
وجدت دراسة مدتها عام واحد، أجرتها شركة تُقدم معلومات إحصائية لشركات التأمين، أن سائقي هامر إتش 2 وإتش 3 يتلقون حوالي خمسة أضعاف مخالفات المرور مثل المعدل الوطني لجميع المركبات (موحدة بناءً على عدد المخالفات لكل  100000 ميل بالسيارة).

## الترخيص
جنرال موتورز نشطة في ترخيص هامر. قامت العديد من الشركات بترخيص علامات هامر التجارية لاستخدامها في الكولونيا والمصابيح اليدوية والدراجات والأحذية والمعاطف والقبعات وأجهزة الكمبيوتر المحمولة ولعب الأطفال والملابس ومشغلات الأقراص المضغوطة وألعاب الفيديو وغيرها من العناصر. تم إنتاج دراجة رباعية كهربائية تحمل شارة هامر في المملكة المتحدة.

## أنواع الهمر

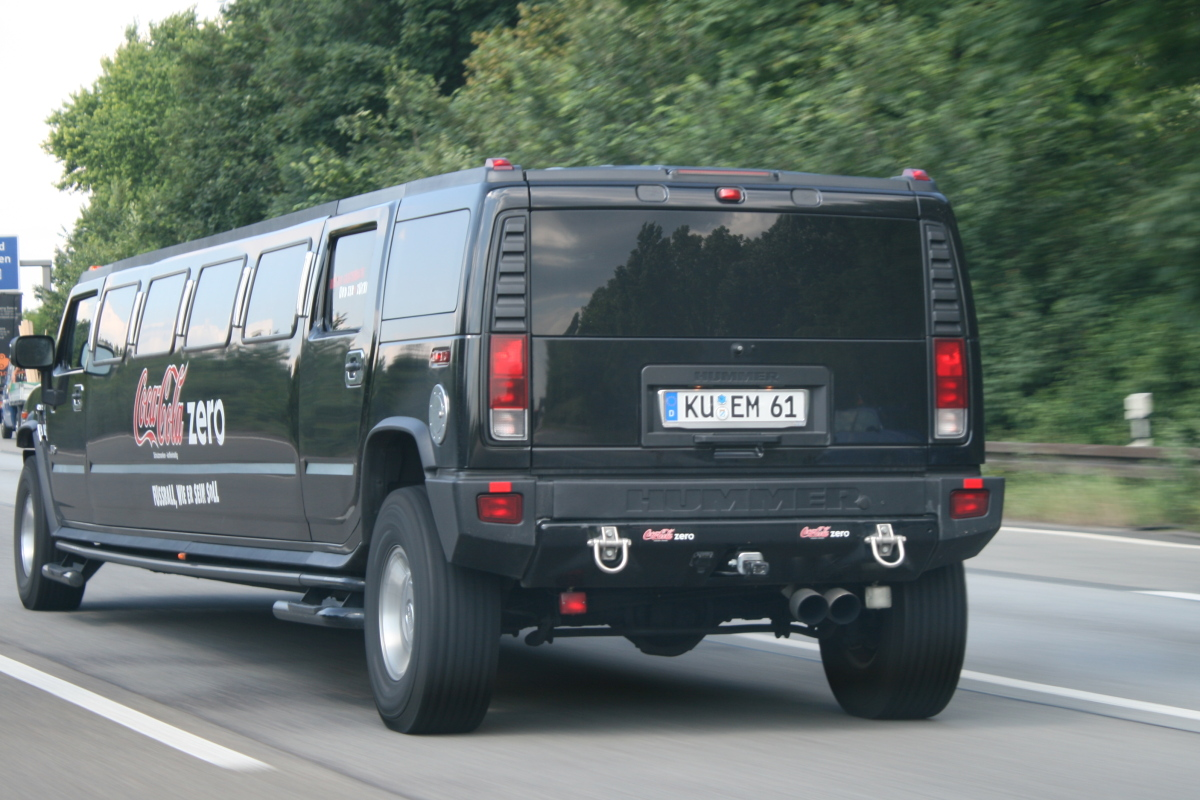
ليموزين همر عريض من نوع H2

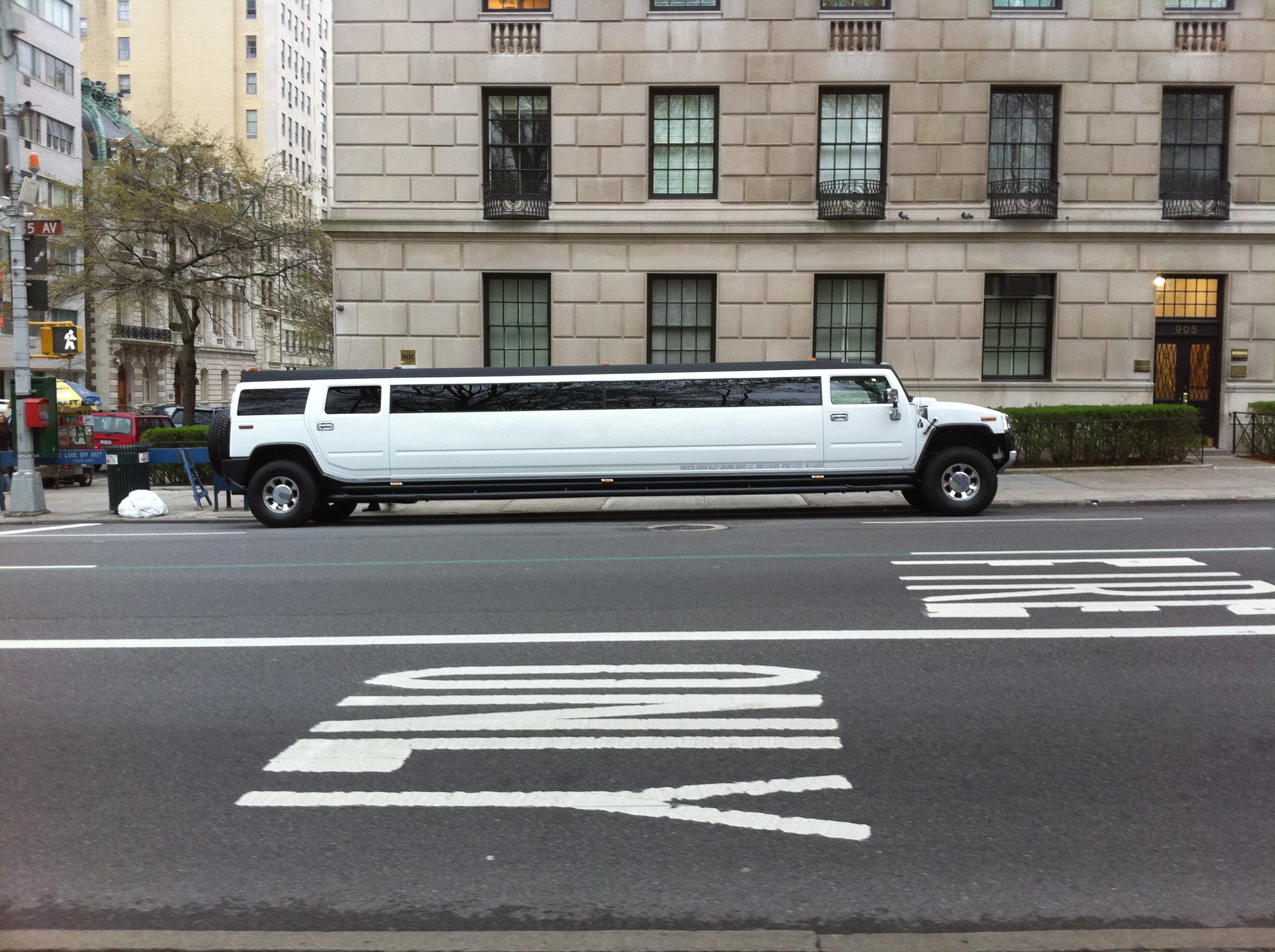
ليموزين همر إتش 2 في مدينة نيويورك

- همر إتش 1 بدأ 1992 وخرج من السوق سنة 2006.
- همر إتش 2 بدأ 2003 وخرج من السوق سنة 2009
- همر إتش 3 بدأ 2006 وخرج من السوق سنة 2010
  - همر إتش 3 تي
- همر إتش إكس

## معلومات عن طرازات همر
- همر إتش 1: همر إتش 1 هي سيارة مدنية مخصصة للبيع في الاسواق اطلقت لأول مرة في عام 1999، حيث أخذ تصميمها وقوتها من السيارة العسكرية الشهيرة هامفي، والتي كان يستعملها الجيش الاميريكي في اسطوله كسيارة أساسية له. تتمتع هذه السيارة بقدرات هائلة وجبارة تجاري جميع الطرق التي تصعب حتى على السيارات الرباعية الدفع التعامل معها. زودت هذه السيارة بمحرك جبار أيضا مكون من ثمانية اسطوانات على شكل حرف V سعة 5.7 لترات، يعمل بدعم من علبة سرعات اوتوماتيكية من أربعة سرعات.
- همر إتش 2: اطلقت شركة همر سيارة إتش 2 لأول مرة في عام 2002 كسيارة اختبارية في المعارض العالمية للسيارت، حيث لاقت استحسان الجميع، ولهذا فقد قررت همر بدء تصنيع هذه السيارة الكبيرة في عام 2003، لتكون بذلك أول سيارة من همر تباع باعداد كبيرة وبأسعار بمكن للكثيرين شرائها. زودت هذه السيارة بمحركان جباران هما 6.0 لتر من عام 2003 إلى عام 2007 مكون من ثمانية اسطوانات على شكل حرف V يولد قوة تصل من 315 إلى 325 حصان ومرتبط بعلبة تروس 4 نمر ومحرك 6.2 لترمن عام 2008 إلى عام 2009 يولد قوة تصل إلى 404 حصان مرتبط بعلبة تروس اوتوماتيكية من 6 سرعات.
- همر إتش 3: سيارة همر إتش 3 هي اصغر سيارة تنظم لعائلة همر من ناحية الشكل والقوة، حيث اطلقتها همر لتستهدف أكبر شريحة من مشتري السيارات الصغيرة أو الـ (كروس اوفر). زودت إتش 3 بمحرك مكون من 5 اسطوانات افقية سعة 3.7 لترات يولد قوة تصل إلى 242 حصان عند 5600 دورة بالدقيقة، يعمل مع علبة تروس اما يدوية من 5 سرعات أو اوتوماتيكية من 4 سرعات.وزودت أيضا بي 8 اسطوانات سعة 5.7 يولد 320 .

## وصلات خارجية
- الموقع الرسمي
- أي أم الجنرال
- الموقع الإلكتروني